# Nariman Kurbanov
Nariman Kurbanov, né le 6 décembre 1997 à Almaty, est un gymnaste artistique kazakh.

## Carrière
Nariman Kurbanov est médaillé d'argent aux Jeux olympiques 2024 au cheval d’arçons.